# Хван, Тиффани
Стефани Ён Хван (англ. Stephanie Young Hwang, также Хван Ми Ён (кор. 황미영, кит. 黃美英; род. 1 августа 1989 года, более известная как Тиффани, Тиффани Хван или Тиффани Ён) — американская певица и актриса, работающая в Республике Корея. Является одной из главных вокалисток гёрл-группы Girls’ Generation, дебютировавшей под управлением агентства S.M. Entertainment в 2007 году. В 2016 году дебютировала как сольная исполнительница с мини-альбомом I Just Wanna Dance.

## Биография
Стефани Ён Хван родилась 1 августа 1989 года в Сан-Франциско, Калифорния. Её семья состоит из отца, старшего брата и старшей сестры. Мать умерла, когда Тиффани была в юном возрасте. Хван выросла в Дайамонд-Баре и вдохновлялась корейской певицей БоА. В 15 лет по настоянию своего брата пошла на певческий конкурс. Там её заметили агенты S.M. Entertainment и приняли в агентство в качестве трейни. Тиффани переехала в Корею три недели спустя. Посещала корейскую школу для иностранцев (Korea Kent Foreign School).

## Карьера

### 2007−12: Дебют в Girls’ Generation и Girls’ Generation — TTS

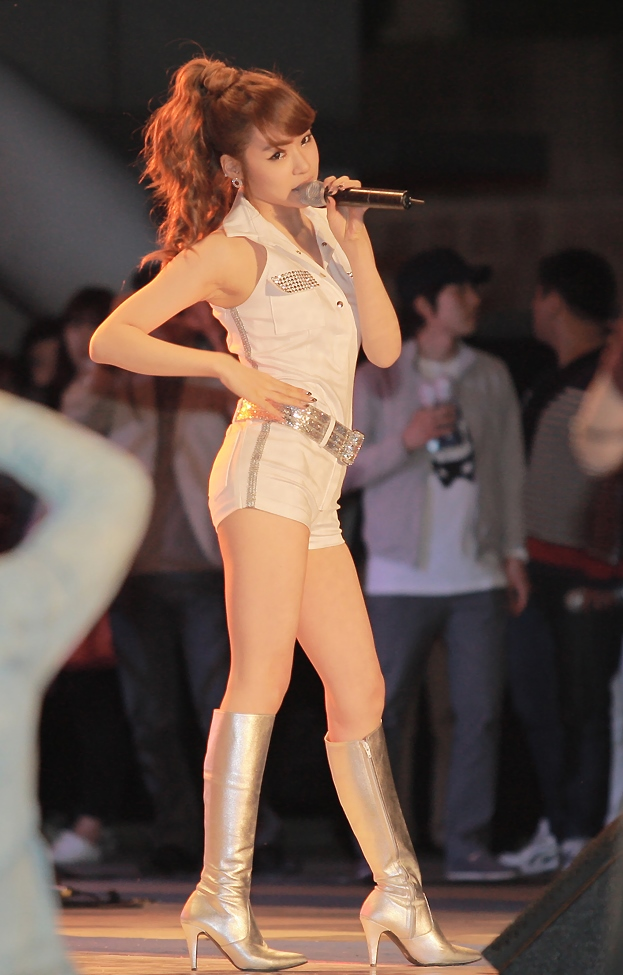
Тиффани на Hanyang University Festival, май 2011 года

Тиффани подписала контракт с S.M. Entertainment в 2004 году, и стажировалась почти четыре года. 5 августа 2007 года она дебютировала в составе новой женской группы Girls’ Generation. Хван решила выступать под сценическим именем Тиффани, так как мама хотела её так назвать при рождении. Ранние работы Тиффани по большей части содержали в себе записи для различных проектов и OSTы к сериалам. Она также становилась ведущей для телевизионных проектов. В начале 2008 года у Тиффани обнаружили узелки на голосовых связках, и ей потребовалось медицинское вмешательство. Симптомы начали усиливаться в 2009 и 2010 годах, в результате чего Хван пришлось взять перерыв в деятельности. Позже она признала, что её голос стал более «охрипшим» и «более взрослым».
В декабре 2011 года Тиффани дебютировала как актриса мюзиклов в корейской адаптации постановки «Слава». В апреле 2012 года был сформирован первый официальный саб-юнит Girls’ Generation — Girls’ Generation — TTS, куда помимо Тиффани вошли Тэён и Сохён. Дебютный мини-альбом Twinkle завоевал успех, став восьмым самым продаваемым по итогам 2012 года. Затем последовали ещё два новых мини-альбома: Holler (2014) и Dear Santa (2015).

### 2013−16:I Just Wanna Dance
В ноябре 2013 года Тиффани стала участницей шоу SBS «Король моды Кореи», где знаменитости работают с именитыми корейскими дизайнерами и участвуют в модных состязаниях с выполнением миссий. Её партнёром стал дизайнер Чжи Иль Гын, и они смогли занять третье место.
Летом 2015 года Хван начала работу над сольным альбомом, имея при этом мысль о «переходе в следующую главу [её] музыкальной карьеры». Она участвовала в написании музыки с 2014 года, называя это «нервным, чтобы вложиться в [её] музыку, написанную самой». Тиффани также назвала Тэён «большой частью», которая помогла ей в процессе подготовки альбома.
Дебютный мини-альбом I Just Wanna Dance был выпущен в мае 2016 года; Тиффани стала второй участницей Girls’ Generation, дебютировавшей с сольным альбомом. Критики встретили её альбом со смешанными, но благоприятными отзывами. I Just Wanna Dance имел более западное звучание, нежели типичный K-pop, но ему удалось дебютировать на третьих позициях в мировом и корейском альбомных чартах. Продажи составили 61 409 копий, а Billboard внёс релиз в список лучших корейских альбомов года. Одноимённый сингл также достиг успеха в цифровых чартах. Последующий сингл «Heartbreak Hotel», записанный при участии Саймона Доминика, был выпущен через цифровую платформу SM Station. В июне Тиффани провела мини-концерты Tiffany’s Weekend.
В октябре 2016 года Хван также участвовала в записи песни «Don’t Speak» с альбома Identity Far East Movement.

### 2017−настоящее время: Уход из S.M. Entertainment, сольные синглы иLips on Lips

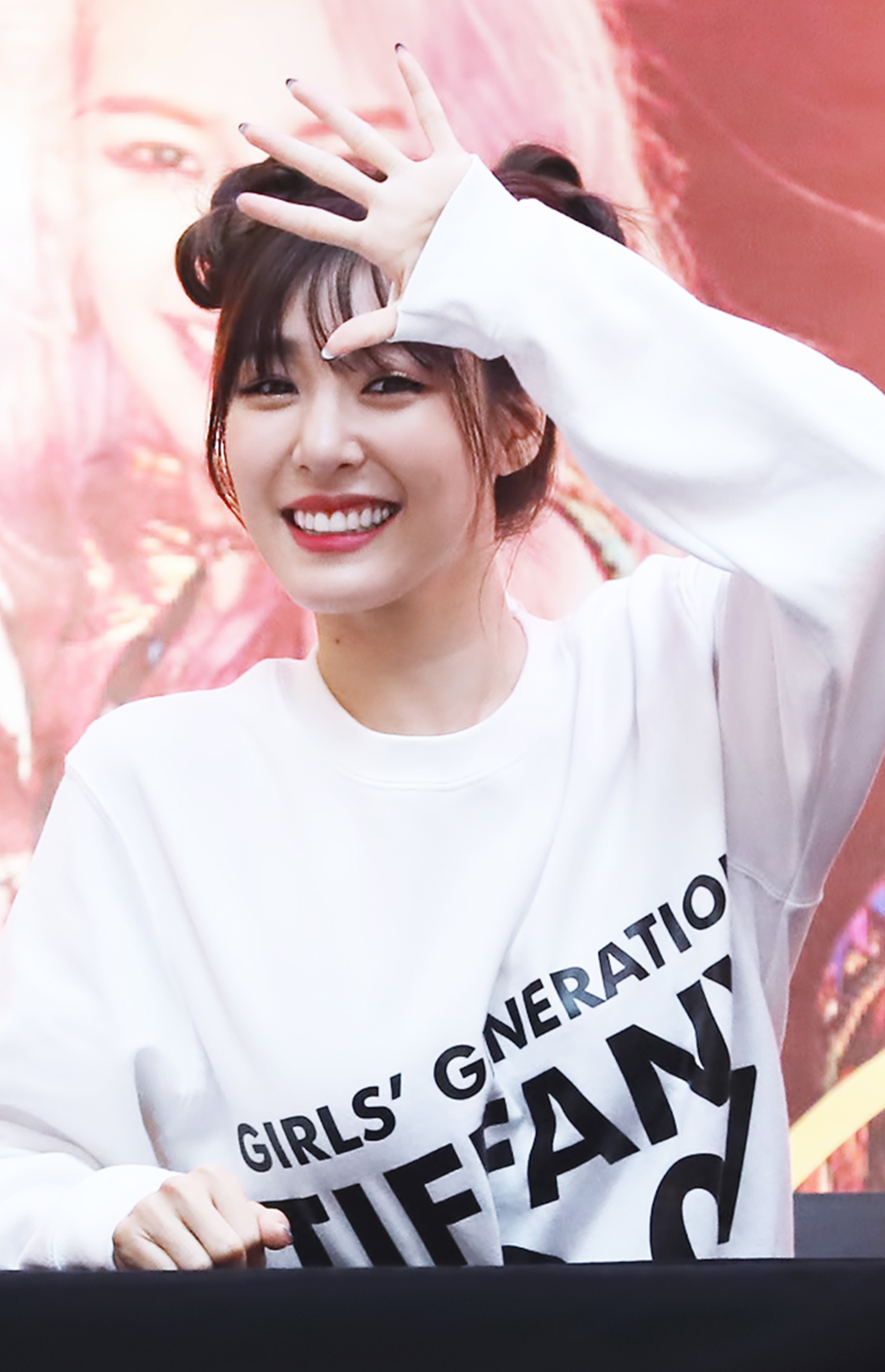
Тиффани на фансайне в IFC Mall, август 2017 года

9 октября 2017 года стало известно, что Тиффани, Суён и Сохён не продлили контракты с S.M. Entertainment и официально покинули агентство. Вопреки многочисленным слухам, компания заявила, что Girls’ Generation не будут расформированы; будущее Хван в качестве участницы группы все ещё обсуждается.
14 марта 2018 года Тиффани выпустила цифровой сингл «Remember Me», являющийся одноимённым кавером саундтрека к мультфильму «Тайна Коко», под новым сценическим именем — Тиффани Ён. 13 июня стало известно, что Хван подписала контракт с Paradigm Talent Agency, занимающимся продвижением многих американских знаменитостей, среди которых Эд Ширан, Coldplay и другие. 28 июня состоялась премьера её нового сингла «Over My Skin», что также ознаменовало её официальный американский дебют. В интервью для Billboard исполнительница рассказала, что исключила возможность подписания контракта с южнокорейским лейблом ввиду того, что хочет в любое время продвигаться как участница Girls’ Generation, не имея никаких разногласий с руководством. Видеоклип на дебютный американский сингл был выпущен 1 августа, в день 29-летия исполнительницы. 30 ноября Хван выпустила специальный рождественский сингл «Pepermint».
25 января 2019 года Тиффани выпустила сингл «Born Again» и анонсировала второй мини-альбом Lips on Lips. 14 февраля был выпущен ещё один сингл в поддержку грядущего релиза — «Lips on Lips». Выход мини-альбома состоялся 22 февраля.
Тиффани выпустила новый сингл, «Magnetic Moon», 2 августа, совпав с её концертом Open Hearts Eve в Сеуле на следующий день, а также с другим концертом в Бангкоке 17 августа. Она провела в тур «Magnetic Moon Tour», который охватывает восемнадцать городов Северной Америке с октября по ноябрь 2019 года.

## Личная жизнь
4 апреля 2014 года стало известно, что Тиффани состоит в отношениях с Никкуном из 2PM. 28 мая 2015 года было объявлено, что пара рассталась после года отношений, однако, по неофициальным данным, они встречались около пяти лет.

### Скандал с имперским флагом
В августе 2016 года Тиффани выступала с Girls’ Generation и сольно в рамках тура SMTown Live в Токио, и при помощи аккаунтов в социальных сетях выложила несколько фотографий, чтобы отметить своё местоположение, используя флаг Японии и флаг Восходящего Солнца. Несмотря на то, что злых намерений у Хван не было, корейское общество осудило её, потому что снимки были опубликованы 15 августа, в День освобождения Кореи, тем самым бороздя старые раны после всего, что страна пережила, страдая от японской оккупации. Это событие заставило её уйти из шоу «Онни — Гарантированный успех». Тиффани дважды писала извинения, чтобы объясниться перед фанатами:
[...] Я выложила Флаг Восходящего Солнца в социальных сетях в День освобождения. Это то, что я никогда не должна была делать, учитывая значимость этого дня. Мне не хватило знаний по истории до такой степени, чтобы не знать, что этот флаг символизирует, и я была равнодушна к мукам исторического прошлого. Я очень сильно извиняюсь перед теми, кого задело моё невежество и безразличие. И я также извиняюсь перед теми, кто доверял и поддерживал меня […] Недавний инцидент позволил мне понять, что действительно нужно знать. Отныне я сфокусируюсь на изучении таких вещей больше, чем на пении и танцах.
После произошедшего многие высказывались в защиту Хван, в то время как другие задались вопросом о мизогинии в корейском обществе, аргументируя это тем, что данный поступок может быть «непросителен» по отношению к девушкам, а мужчину за подобный проступок простили и не стали ни в чём упрекать.

## Дискография

### Мини-альбомы
- I Just Wanna Dance (2016)
- Lips on Lips (2019)

## Концерты и туры

### Хэдлайнер
- The Agit: Tiffany Weekend’s (2016)
- Lips On Lips North American Mini Showcase Tour (2019)
- Magnetic Moon North American Tour (2019)

## Фильмография
| Год  |   | Русское название     | Оригинальное название | Роль                      |
| ---- | - | -------------------- | --------------------- | ------------------------- |
| 2008 | с | Бесконечная помолвка | Unstoppable Marriage  | Принцесса Ган (камео)     |
| 2012 | ф | Это Я                | I AM.                 | В роли самой себя         |
| 2014 | ф | Моя блестящая жизнь  | My Brilliant Life     | В роли самой себя (камео) |
| 2015 | с | Продюсер             | The Producers         | В роли самой себя (камео) |
| 2015 | ф | SMTOWN: Сцена        | SMTOWN The Stage      | В роли самой себя         |

### Мюзиклы
| Год       | Название | Роль        |
| --------- | -------- | ----------- |
| 2011-2012 | Слава    | Кармен Диаз |

### Развлекательные шоу
| Год       | Название                            | Роль            | Примечание     |
| --------- | ----------------------------------- | --------------- | -------------- |
| 2007—2008 | Мальчики и девочки: Обратный отсчёт | Соведущая       | с Ким Хе Соном |
| 2007—2008 | Шампанское                          | Соведущая       | -              |
| 2008      | Kko Kko Tours Single♥Single         | Основной состав | 1 сезон        |
| 2009–2012 | Music Core                          | Соведущая       | с Юри          |
| 2011–2012 | Music Core                          | Соведущая       | с Юри          |
| 2012–2013 | Music Core                          | Соведущая       | с Тэён и Сохён |
| 2013      | Модный король Кореи                 | Участник        | Третье место   |
| 2015      | Сердечный тэг                       | Ведущая         | с Ли Чхоль У   |
| 2016      | Онни — Гарантированный успех        | Основной каст   | -              |

## Награды и номинации
| Год  | Премия                   | Номинация                               | Что номинировано     | Результат | Ссылка |
| ---- | ------------------------ | --------------------------------------- | -------------------- | --------- | ------ |
| 2008 | Mnet 20’s Choice Awards  | Горячая школьная девушка                | н/д                  | Номинация |        |
| 2009 | Mnet Asian Music Awards  | Лучший OST                              | «By Myself»          | Номинация | [ 56 ] |
| 2011 | MBC Entertainment Awards | Специальная награда: Дивизия MC (с Юри) | Music Core           | Победа    | [ 57 ] |
| 2016 | Mnet Asian Music Awards  | Лучшее сольное танцевальное выступление | «I Just Wanna Dance» | Номинация |        |
| 2016 | Mnet Asian Music Awards  | Песня Года                              | «I Just Wanna Dance» | Номинация |        |

### Музыкальные шоу

#### The Show
| Год  | Дата   | Песня                |
| ---- | ------ | -------------------- |
| 2016 | 17 мая | «I Just Wanna Dance» |

#### Show Champion
| Год  | Дата   | Песня                |
| ---- | ------ | -------------------- |
| 2016 | 18 мая | «I Just Wanna Dance» |